# Prislopu Mare, Argeș
Prislopu Mare este un sat în comuna Drăganu din județul Argeș, Muntenia, România. Aceasta este situată pe șoseaua Pitești-Rm. Vâlcea.